# Curry Foley
Charles Joseph "Curry" Foley (16 de janeiro de 1856 – 20 de outubro de 1898) foi um jogador irlandês de beisebol profissional que jogou na  National League (NL) por cinco temporadas de 1879 até 1883. Jogou como outfielder, arremessador e primeira base por duas equipes da NL; o Boston Red Caps (1879–80) e o Buffalo Bisons (1881–83).

## Primeiro ciclo das grandes ligas
Em 25 de maio de 1882, Foley se tornou o primeiro jogador das grandes ligas a rebater pelo ciclo oficialmente. Em partida contra o Cleveland Blues, Foley rebateu um home run na primeira entrada, uma tripla na segunda entrada, uma dupla na quinta entrada e uma simples na sétima entrada (ciclo reverso).